# 大阪産業大学ライオンズ
大阪産業大学ライオンズは、大阪産業大学体育会に所属するアメリカンフットボールチームである。1969年に関西学生アメリカンフットボール連盟加盟。

## チーム概要
1969年に関西学生アメフト連盟に加盟した大阪産業大学ライオンズは1995年に京産大を破り、1部昇格。1996年度は5位タイ、1997年度は6位タイで健闘（いずれも抽選で入れ替え戦は回避）したが、1998年以降は毎年入れ替え戦に出場しており、1999年の第6戦神大戦から2002年の第6戦の神大に勝利するまでの3年間、秋季リーグ20連敗を喫している。この年、7位タイになり入れ替え戦で関大に惨敗し2部に降格した。
2005年に入れ替え戦で龍谷大に勝利し、4年ぶりの1部復帰を果たすも、2006年は1勝もできず再び入れ替え戦で対戦した龍谷大に敗れ2部に降格した。
チーム名の由来は、百獣の王であるライオンである。またヘルメットのロゴマークも、吠えるライオンのマークが描かれている。ちなみに、同学本部の正門にも、ライオンの像が設置されている。

## 大阪産業大学ライオンズは何故強豪になれないのか
立命館大学の系列校である立命館宇治高校（愛称は大学と同じくパンサーズである。この他、北海道の立命館慶祥高校の愛称も同じくパンサーズである。また、今年開学と同時にアメフト部が創部した滋賀県の立命館守山高校と、秋季大会から参加予定の立命館高校の愛称もパンサーズである。）や関学の系列校である関西学院高等部（愛称は大学と同じくファイターズ）の選手の多くが内部進学により、強豪チームに成長している。
一方、大産大の系列校であり、クリスマスボウル4連覇の経験がある関西高校アメフト界の強豪校・大阪産業大学附属高等学校アメフト部（愛称はファイティングエンジェルス）の選手が大産大に内部進学しプレーすることが少なく、この結果、大産大は関西リーグでは苦戦が続いている。その内訳は、大産大高校アメフト部を卒業した選手が主に推薦入試で毎年4名程度が、立命館大学（大産大高校アメフト部の部員は1学年平均15人在籍するため、約4分の1にあたる）に進学し、プレーする。その他に多い進学先として、関西大学や近畿大学が挙げられ、一方、大阪産業大学に進学しプレーする選手は、1学年に1人いるかどうかである。当然保護者側からも系列校である大産大よりも、関関同立の一角である立命館大や関西大などへの進学を要望する場合も多いと考えられる。但し、同志社大学や関西学院大学に進学しプレーする選手は滅多になく、また、大産大高校は難関進学校ではないため、京都大学や神戸大学に進学しプレーする選手も見かけない。ライオンズでプレーする選手で経験者は北大津高校や東邦高校などの出身者が多く、また未経験者は野球部出身の者が多い。

## 今後の課題
大阪産業大学ライオンズは深刻な部員不足に悩まされてきた。ある年に推薦入学した者以外の一般入部者は数名にとどまり、1部の強豪に成長し、最終的な目標である甲子園ボウル出場を果たすためには、今後のリクルーティング活動の強化が課題になっている。